# Теремошка
Теремошка — деревня в Клинцовском районе Брянской области, в составе Первомайского сельского поселения.

## География
Находится в западной части Брянской области на расстоянии приблизительно 8 км на запад-юго-запад по прямой от железнодорожного вокзала станции Клинцы.

## История
Приблизительно в 1750 году слобода Теремошка была поселена товарищем Федором Андреевичем Случановским. При основании Теремошки, он завладел частью земель жителей с.Ущерпья, на которых осадил около 30-ти дворов. Затем, продолжая захват ущерпских земель, он завладел и урочищем Святец, построив на находившейся там кринице мельницу.
Однако, Ф.Случановскому и его наследникам не удалось закрепить за собой село, так как в конце 1770-х годов новым владельцем с.Ущерпья стал граф Петр Васильевич Завадовский, возвративший часть незаконно захваченных ущерпских земель, в том числе, и Теремошку...
Долгое время была селом с Михайловской церковью (не сохранилась). До 1781 года входила в Новоместскую сотню Стародубского полка. 
В 1859 году деревня Суражского уезда Черниговской губернии) c 39 дворами.

## Население
Численность населения: 445 человек (1859), 940 человек (1926), 136 человек (2002), 83 человек (2010), 62 человека (2013), 57 человек (01.01.2024).
Будет упразднена как фактически не существующая в связи с переселением всех жителей на постоянное место жительства в другие населённые пункты.